# جذور في الهواء (فلم)
جذور في الهواء هو فيلم جريمة مصري من إخراج يحيى العلمي وبطولة نور الشريف، بوسي، مريم فخر الدين، حسين الشربيني ونظيم شعراوي، صدر الفيلم في 15 ديسمبر 1986.

## نبذه
```
يتورط الصحفي أيمن ربيع في علاقته مع حبيبته تحية، يتم اعتقاله لمقالاته السياسية الجريئة، تنجح إلهام زوجة المسؤول الكبير تيسير صديق عائلة تحية في إقناع تحية بمقابلة المسؤول الكبير سعد فبإمكانه الإفراج عن أيمن، تذهب بها إلى منزل القوادة حميدة وهناك يعتدي عليها سعد ويعدها بتعيين أيمن الذي يفرج عنه في مركز مرموق بالجريدة، يضطر أيمن مرغمًا كتابة ما لا يؤمن به ويتزوج من تحية، تنجح إلهام في إيقاع أيمن في شباكها وتذهب به إلى منزل حميدة ويفاجأ بها تسأل إلهام عن تحية، تعترف تحية لأيمن بالحقيقة فيطلب منها الاتصال بسعد ليقابلها في منزل حميدة. يراقب أيمن مدخل العمارة ويفاجئ سعد في المصعد ويقتله.
[
1
]
```

## طاقم العمل
- نور الشريف بدور أيمن ربيع حجاج
- بوسي بدور تحية محمود
- مريم فخر الدين بدور والدة تحية
- حسين الشربيني بدور سعد بيه
- نظيم شعراوي بدور محمود والد تحية
- عزة جمال بدور إلهام
- نعيمة الصغير بدور الست حميدة

## وصلات خارجية
- مقالات تستعمل روابط فنية بلا صلة مع ويكي بيانات